# El Yunque de Baracoa
El Yunque de Baracoa (ligging: 20°20'N 74°36'W, Nederlands: Aambeeld van Baracoa) is een 589 meter hoge tafelberg. De berg ligt 8 kilometer ten westen van de stad Baracoa in de provincie Guantánamo in Cuba.
Deze berg was, voordat Christoffel Columbus in 1492 aan land kwam in de baai van Baracoa, een heilige plaats van de Taíno indianen.
Nadat de stad Baracoa in 1511 gesticht was deed de berg ook dienst als natuurlijk oriëntatiepunt voor de schepen die in die tijd de haven van Baracoa wilden aandoen.
El Yunque de Baracoa is net als de naastgelegen Cuchillas del Toa begroeid met tropisch regenwoud. Theobroma cacao groeit er in de schaduw van bossen koningspalm. Liefhebbers van ornithologie kunnen er ongeveer 250 soorten vogels observeren waaronder de Cuba-amazone en Cubaanse trogon.